# Eileen Abad
Eileen Abad  (Caracas, Venezuela, 1973. november 15. –) venezuelai színésznő, modell.

## Élete
Eileen Abad 1973. november 15-én született Caracasban. Karrierjét 1993-ban kezdte. 2000-ben Malena szerepét játszotta az Angélica Pecado című sorozatban. 2005-ben Valentinát alakította játszotta a La tormenta című telenovellában. 2009-ben a Los misterios del amor című telenovellában játszott. 2012-ben megkapta Karen Miller szerepét a Mi ex me tiene ganasban.
2007. november 30-án hozzáment Carlos Guillermo Haydón venezuelai színészhez. 2011. január 10-én született meg kisfiúk, Christopher. 2013-ban elvált férjétől.

## Filmográfia

### Filmek
- Un tiro en la espalda
- Tokyo Paraguaipoa
- Antes de morir
- La primera vez
- Piel
- Entre mentiras
- Puras joyitas

### Telenovellák
- Por estas calles... (RCTV/1993)
- Amores de fin de siglo... (RCTV/1995)
- Contra viento y marea... (Venevisión/1997)... "La Nena" Millán
- Niña mimada... (RCTV/1998)...  Patricia Echegaray
- El amor de mi vida... (TV Azteca/1998)... Patricia
- Calypso... (Venevisión/1999)... Yolanda Pujol de Martinez
- Besos prohibidos... (TV Azteca/1999)...  Florencia
- Angélica Pecado... (RCTV/2000)... Malena Vallejo
- La Soberana... (RCTV/2001)... Ana Ozores
- Negra consentida... (RCTV/2004)... Isadora Russian
- La tormenta... (Telemundo/2005)... Valentina Ayala
- Arroz con leche... (Venevisión/2007)... Belén Pacheco de Morales
- Condesa por amor... (Venevisión Internacional/2009)... Ana Paula Treviño
- Los misterios del amor... (Venevisión/2009)... Isabella Román
- Los Victorinos... (Telemundo/2010)... Lucía
- Mi ex me tiene ganas... (Venevisión/2012)... Karen Miller Holt
- Las Bandidas... (Televisa/2013)... Miriam
- Virgen de la calle .... (Televisa/2014)..... Ana María Pérez